# Hadena mohosa
Hadena mohosa är en fjärilsart som beskrevs av Paul Dognin 1897. Hadena mohosa ingår i släktet Hadena och familjen nattflyn. Inga underarter finns listade i Catalogue of Life.